# F.O.A.D.
F.O.A.D. är ett musikalbum av det norska black metal-bandet Darkthrone, utgivet 2007 av skivbolaget Peaceville Records. F.O.A.D. är Darkthrones tolfte studioalbum och en akronym för "Fuck Off And Die".

## Låtlista
1. "These Shores Are Damned" – 5:04
2. "Canadian Metal" – 4:44
3. "The Church of Real Metal" – 4:36
4. "The Banners of Old" – 4:40
5. "Fuck Off And Die" – 3:52
6. "Splitkein Fever" – 4:45
7. "Raised on Rock" – 3:27
8. "Pervertor of the 7 Gates" – 4:25
9. "Wisdom of the Dead" – 4:43

- Text: Nocturno Culto (spår 1, 4), Fenriz (spår 2, 3, 5 – 9)
- Musik: Nocturno Culto (spår 1, 4, 6, 9), Fenriz (spår 2, 3, 5, 7, 8)

## Medverkande
Musiker (Darkthrone-medlemmar)
- Nocturno Culto (Ted Arvid Skjellum) – sång, gitarr, basgitarr, bakgrundssång
- Fenriz (Gylve Fenris Nagell) – trummor, sång, gitarr

Bidragande musiker
- Czral (Carl-Michael Eide) – sologitarr (spår 3), sång (spår 9)
- Mats E. Tannåneset – bakgrundssång (spår 2, 8)
- Kjell Arne Hudbreider – bakgrundssång (spår 2, 8)

Produktion
- Fenriz – producent, ljudmix
- Nocturno Culto – producent, ljudtekniker, ljudmix
- Dennis Dread – omslagsdesign, omslagskonst
- Kim Sølve (Kim Sølve Madsen) – omslagsdesign
- Trine Paulsen – omslagsdesign
- Niten – foto
- Elin Naper – foto
- Marius Jacobsen – foto